# Histoire militaire de l'Azerbaïdjan
L'histoire militaire de l'Azerbaïdjan s'étend sur plusieurs siècles.
On pense que les Azerbaïdjanais sont les héritiers de diverses civilisations et peuples antiques comprenant les Albanais Caucasiens indigènes, les tribus iraniennes telles que Scythians et Alans, et les Turcs Oghouz parmi d'autres (note que plusieurs peuples modernes du Caucase peuvent tracer leurs ascendances à plus d'un de ces mêmes peuples anciens).
La situation du pays au carrefour de l'Europe et de l'Asie a permis aux Azéris d'avoir un contact militaire avec les forces européennes et orientales.

## Histoire ancienne

### Albanie du Caucase
On pense que les Albanais du Caucase sont les premiers habitants de l'Azerbaïdjan. Les premiers envahisseurs comprenaient les Scythes au IXe siècle avant notre ère. Le Caucase du Sud a finalement été conquis par les Achéménides vers 550 avant notre ère. Pendant cette période, le zoroastrisme s'est répandu en Azerbaïdjan.
Les Achéménides à leur tour ont été vaincus par Alexandre le Grand en 330 avant notre ère. Après le déclin des Séleucides en Perse en 247 avant notre ère, un royaume arménien exerça un contrôle sur certaines parties de l'Azerbaïdjan moderne entre 190 avant notre ère et 428 apr. J.-C. Les Albanais du Caucase ont établi un royaume au Ier siècle avant notre ère et sont restés largement indépendants jusqu'à ce que les Sassanides fassent du royaume une province en 252 EC,,.
Le roi Urnayr, dirigeant du Caucase d'Albanie, a officiellement adopté le christianisme comme religion d'État au IVe siècle de notre ère, et l'Albanie restera un État chrétien jusqu'au VIIIe siècle. Le contrôle sassanide a pris fin avec leur défaite par les Arabes musulmans en 642 CE,,,.

## Conquêtes islamiques
Les Arabes musulmans ont vaincu les Sassanides et les Byzantins alors qu'ils marchaient dans la région du Caucase. Les Arabes ont fait de l'Albanie du Caucase un état vassal après que la résistance chrétienne, dirigée par le prince Javanshir, se soit rendue en 667. Entre le IXe et le Xe siècle, les auteurs arabes ont commencé à se référer à la région entre les rivières Kura et Aras comme Arran.
Pendant ce temps, des Arabes de Bassora et de Koufa sont venus en Azerbaïdjan et ont saisi des terres abandonnées par les peuples autochtones; les Arabes sont devenus une élite propriétaire des terres. Malgré des poches de résistance continue, la majorité des habitants de l'Azerbaïdjan se sont convertis à l'islam. Plus tard aux Xe et XIe siècles, les dynasties kurdes de Chaddadid et de Rawadid ont régné sur certaines parties de l'Azerbaïdjan.

## Moyen Âge

### Seljougs et États successeurs
La période de Seljougs de l'histoire de l'Azerbaïdjan était peut-être encore plus cruciale que la conquête arabe car elle a contribué à façonner la nationalité ethnolinguistique des Turcs azerbaïdjanais modernes.
Après le déclin du Khalifat Abbasside, le territoire de l'Azerbaïdjan était sous l'emprise de nombreuses dynasties telles que les Salarides, les Sajides, les Chaddadids, les Rawadids et les Buyides. Cependant, au début du XIe siècle, le territoire fut progressivement saisi par des vagues de tribus turques Oghuz émanant de l'Asie centrale. La première de ces dynasties turques fut les Ghaznavides du nord de l'Afghanistan, qui prirent possession d'une partie de l'Azerbaïdjan en 1030. Ils furent suivis par les Seljuqs, branche occidentale des Oghuz qui conquirent tout l'Iran et le Caucase et se dirigèrent vers l'Irak où ils renversé les Buyides à Bagdad en 1055.

### Les Chirvanchahs
Chirvanchahs ou Charvanchahs, était le titre dans les temps islamiques médiévaux d'une dynastie Persianisée d'origine arabe. Le Chirvanchah a établi un état indigène azéri et était des dirigeants de Chirvan, une région historique dans l'Azerbaïdjan actuel. Les Chirvanchah ont établi la plus longue dynastie islamique dans le monde islamique.

### Safavides et la montée de l'Islam Chi'a

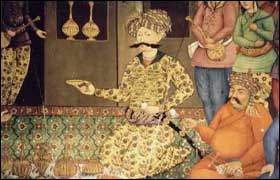
Chakh Abbas

Les Safavides (Safaviyeh) étaient un ordre religieux soufi formé en 1330 par Cheikh Safi Al-Din (1252-1334), après quoi il a été nommé de façon éponyme.
Cet ordre soufi s'est ouvertement converti à la branche hétérodoxe de l'islam chiite à la fin du XVe siècle. Certains disciples safavides, notamment les Turcs Guizilbach, croyaient en la nature mystique et ésotérique de leurs dirigeants et de leurs relations avec la maison d'Ali, et étaient donc prédisposés avec zèle à se battre pour eux. Les souverains séfévides prétendaient descendre d'Ali lui-même et de sa femme Fatimah, fille du prophète Mahomet, à travers le septième Imam Musa al-Kazim. Les nombres de Guizilbach ont augmenté au XVIe siècle et leurs généraux ont pu mener une guerre réussie contre l'état d'Ak Koyunlu et capturer Tabriz.
Les Safavides, menés par Ismaïl Ier, étendirent leur base, saccageant Bakou en 1501 et persécutant les Chirvanchah.

## Règle russe
Après sa défaite par la Russie, Gajar  a été contraint de signer le Traité de Gulistan en 1813, qui a reconnu la perte du territoire à la Russie. Les khanats locaux ont été abolis (comme à Bakou ou à Ganja) ou ont accepté le patronage russe. Une autre guerre russo-perse en 1826-28 a abouti à une autre défaite écrasante pour l'armée iranienne. Les Russes ont dicté un autre règlement final selon le Traité de Turkmentchay, qui a entraîné les Gajars de la Perse cédant des territoires caucasiens en 1828. Le traité a établi les frontières actuelles de l'Azerbaïdjan et de l'Iran comme la règle des khans locaux a pris fin. Dans les territoires contrôlés par la Russie, deux provinces ont été établies qui ont constitué plus tard la majeure partie de la province moderne de la République - Elisavetpol (Ganja) à l'ouest et de la province de Chamakha à l'est.

## Après leXXesiècle
À l'effondrement de l'Empire russe en 1917, une république indépendante a été proclamée à Ganja le 28 mai 1918 à la suite d'une tentative avortée d'établir une République fédérale transcaucasienne avec l'Arménie et la Géorgie. C'était la première République démocratique établie dans le monde islamique.

Parmi les réalisations importantes du Parlement figure l'extension du suffrage aux femmes, faisant de l'Azerbaïdjan le premier État musulman du monde à accorder aux femmes des droits politiques égaux à ceux des hommes. Dans cette réalisation, l'Azerbaïdjan a précédé même des pays développés tels que le Royaume-Uni et les États-Unis. Une autre réalisation importante de l'ADR a été la création de l'Université d'État de Bakou, première université de type moderne fondée en Azerbaïdjan.

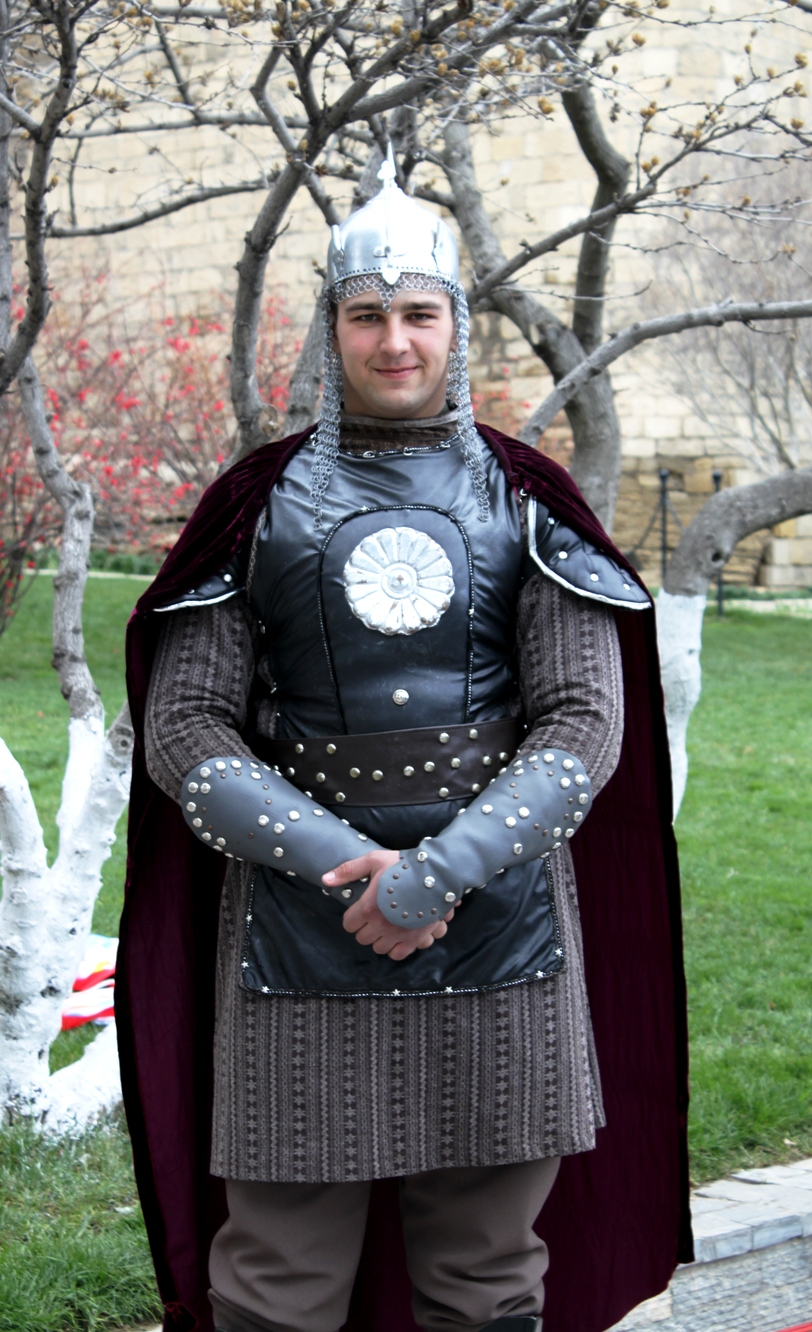
Un ancien uniforme militaire azerbaïdjanais.
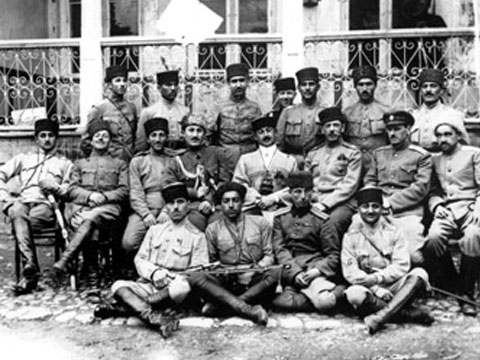
Soldats de la République démocratique d'Azerbaïdjan (1918-1920).

### République Démocratique d'Azerbaïdjan

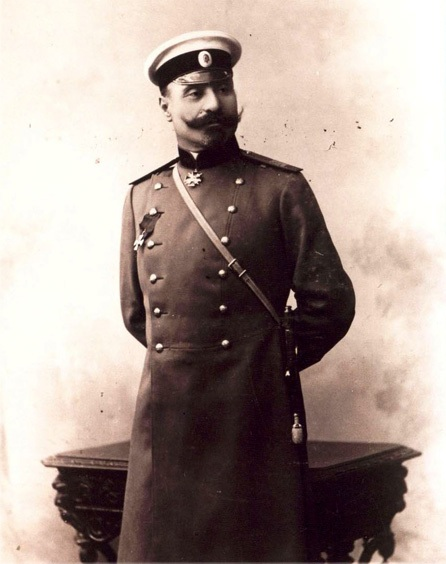
Ali-Agha Chikhlinski était lieutenant-général de l'armée tsariste russe et vice-ministre de la Défense et général de l'artillerie de la République démocratique d'Azerbaïdjan.

L'histoire de l'armée moderne d'Azerbaïdjan remonte à la République Démocratique d'Azerbaïdjan en 1918, lorsque les Forces Armées de la République d'Azerbaïdjan ont été créées le 26 juin 1918. Le premier ministre de Défense de l'ADR était le Dr Khosrov Bey Soultanov. Lorsque le ministère fut officiellement établi, le général Samedbey Mehmandarov devint ministre et le lieutenant-général. Ali-Agha Chikhlinski son adjoint. Les chefs d'état-major de l'Armée ADR étaient le Maj-Gen. Habib Bey Salimov (1er août 1918 - 26 mars 1919), Lt-Gen. Mammad Bey Chulkevitch (26 mars 1919 - 10 décembre 1919) et Maj-Gen. Abdulhamid Bey Gaytabachi (10 décembre 1919 - 28 avril 1920).
L'Armée rouge a envahi l'Azerbaïdjan le 28 avril 1920. Bien que la majeure partie de l'armée azerbaïdjanaise nouvellement formée se soit engagée à abattre une révolte arménienne qui venait d'éclater au Karabakh, les Azéris n'ont pas abandonné leur brève indépendance de 1918-2020 ou facilement. Sur les 30 000 soldats au total, 20 000 sont morts en résistant à une reconquête russe. L'armée nationale d'Azerbaïdjan a été abolie par le gouvernement bolchevik, 15 des 21 généraux de l'armée ont été exécutés par les bolcheviks,.
Certains des généraux les plus prestigieux de la Républiques démocratique d'Azerbaïdjan sont :
- Lieutenant-général Samad Bey Mehmandarov (1855-1931)
- Lieutenant-général, Ali-Agha Chikhlinski (1865-1943)
- Général-adjudant, Huseyn Khan Nakhtchivanski (1863-1919)
- Major-général, Abdulhamid Bey Gaytabachi (1884-1920)
- Major-général, Habib Bey Salimov (1881-1920)
- Major-général, Ibrahim bey Usubov (1875-1920)
- Major-général, Murad Girey Tlekhas (1874-1920)
- Major-général, Emir-Kazim Mirza Qajar (1853-1920)
- Major-général, Mammad Mirza Qajar (1872-1920)
- Major-général, Aliyar-Bek Hachimbeyov (1856-1920)
- Major-général, David-Bek Edigarov (1881-1920)
- Major-général, Firidun-Bey Vezirov (1850-1925)
- Major-général, Khalil-Bey Talichkhanov (1859-1920)

## Marine
La marine azerbaïdjanaise a été créée en 1918. Lorsque l'Empire russe s'est effondré, ADR a hérité de toute la flottille russe de la mer Caspienne. Parmi les navires de l'ADR étaient les canonnières Kars, Ardahan, Astrabad, Gok-Tepe, Arax et Bailov. Les Britanniques ont également remis leur navire de guerre, dans la mer Caspienne - un ancien navire russe, à l'Azerbaïdjan nouvellement indépendant.

## Guerres

### La Seconde Guerre mondiale
Pendant la Seconde Guerre mondiale, l'Azerbaïdjan a joué un rôle crucial dans la politique énergétique stratégique de l'Union soviétique, une grande partie du pétrole de l'Union soviétique sur le front de l'Est a été fournie par Bakou. Par le décret du Soviet suprême de l'URSS en février 1942, l'engagement de plus de 500 travailleurs et employés de l'industrie pétrolière de l'Azerbaïdjan a été attribué des ordres et des médailles. L'opération Edelveiss menée par la Wehrmacht allemande visait Bakou en raison de son importance en tant que dynamo énergétique (pétrole) de l'URSS. Quelque 800 000 Azerbaïdjanais se sont bien battus dans les rangs de l'armée soviétique, dont 400 000 sont morts et le major-général azéri Hazi Aslanov s'est vu décerner deux fois le titre de héros de l'Union soviétique.

### Guerre du Karabakh
En été 1992, le ministère azerbaïdjanais de la Défense, à la suite d'une résolution du président azerbaïdjanais sur la privatisation des unités et formations en territoire azerbaïdjanais, a lancé un ultimatum exigeant le contrôle des véhicules et armements des 135e et 139e régiments de fusiliers motorisés de la 295e Division du fusil à moteur.
L'Azerbaïdjan était la zone de déploiement des unités de la 4e armée qui comprenait quatre divisions de fusiliers motorisés (23e, 60e, 295e et 75e) et des unités de l'armée qui comprenaient des brigades de défense antimissile et aérienne et des régiments d'artillerie et de fusée. Il a également accueilli le 49e arsenal de l'Agence principale des missiles et de l'artillerie du ministère de la Défense de la fédération de Russie, qui contenait plus de 7 000 chargements de munitions à plus d'un milliard d'unités. Le transfert de la propriété de la 4e armée (à l'exception d'une partie des biens du 366e régiment de fusiliers motorisés de la 23e division capturés par les formations armées arméniennes en 1992 lors du retrait du régiment de Khankendi) et du 49e arsenal fut achevé en 1992. À la fin de 1992, l'Azerbaïdjan avait reçu des armes et du matériel militaire suffisant pour environ quatre divisions de fusiliers motorisés avec des unités de l'armée. Il a également hérité de 50 avions de combat de l'Armée de défense antiaérienne dissoute et des navires de la marine.
L'armée azerbaïdjanaise a pris une série de défaites dévastatrices par les forces arméniennes  en 1992-1994 guerre Haut-Karabakh, qui a abouti à la perte du contrôle du Haut-Karabakh proprement dit et de sept rayons environnants, comprenant 16 % du territoire de Azerbaïdjan. Des sources azerbaïdjanaises affirment que la victoire arménienne était largement due à l'aide militaire de la Russie et de la riche diaspora arménienne, tandis que les Arméniens nient partiellement l'allégation, affirmant que la Russie fournissait également des armes et des mercenaires aux côtés arménien et azerbaïdjanais. Pendant la guerre, l'armée azerbaïdjanaise a également été aidée par des conseillers militaires turcs, des mercenaires russes, ukrainiens, tchétchènes et afghans, bien qu'ils aient encore perdu.

## Actuel
Les forces armées azerbaïdjanaises ont été rétablies conformément à la loi de la République d'Azerbaïdjan sur les forces armées d'Azerbaïdjan à compter du 9 octobre 1991.
Initialement, l'équipement et les installations de l'armée d'Azerbaïdjan étaient ceux de la 4e Armée (Union soviétique). Les forces armées ont trois branches: l'armée d'Azerbaïdjan, l'armée de l'air et la force de défense aérienne (une branche unie), et la marine d'Azerbaïdjan. Outre les forces armées, il existe plusieurs organismes paramilitaires gouvernementaux qui peuvent être impliqués dans la défense de l'État en cas de besoin. Ce sont les troupes internes de l'Azerbaïdjan du ministère de l'Intérieur et les forces du Service national des frontières (Azerbaïdjan), qui comprend également la Garde côtière. La Garde nationale d'Azerbaïdjan est une composante de réserve de l'armée d'Azerbaïdjan. Il fonctionne comme une entité semi-indépendante du département de la Défense d'Azerbaïdjan.
L'actuel ministre de la Défense est le colonel général Safar Abiyev et le chef d'état-major est le colonel général Najmaddin Sadykhov.
Depuis la chute de l'Union soviétique, l'Azerbaïdjan a essayé de développer davantage ses forces armées en une armée professionnelle, bien entraînée et mobile. Depuis 2005, l'Azerbaïdjan a augmenté son budget militaire à 2,46 milliards de dollars en 2009. Selon les statistiques de 2008, le pays compte plus de 600 chars de combat principaux, 900 véhicules de combat blindés et plus de 720 systèmes d'artillerie. Sa force aérienne compte environ 106 aéronefs et 35 hélicoptères,.
L'Azerbaïdjan a sa propre industrie de la défense, qui fabrique des armes légères et des avions militaires. On espère produire d'autres équipements militaires.